# Jewgienij Mirkowski
Jewgienij Iwanowicz Mirkowski (ros. Евгений Иванович Мирко́вский, ur. 31 stycznia 1904 w Mińsku, zm. 10 sierpnia 1992 w Moskwie) – funkcjonariusz radzieckich służb specjalnych, pułkownik, dowódca partyzancki, Bohater Związku Radzieckiego (1944).

## Życiorys
Z pochodzenia Białorusin, w 1923 skończył szkołę w Dmitrijewie-Lgowskim, pracował jako kowal i betoniarz, od kwietnia 1926 pracownik Pełnomocnego Przedstawicielstwa OGPU Białoruskiego Okręgu Wojskowego, w lutym 1927 przyjęty do WKP(b), od lipca 1927 kurier Wydziału Specjalnego GPU w Homlu, od lutego do maja 1930 czerwonoarmista oddziału pogranicznego OGPU w Kojdanowie. Od czerwca 1930 funkcjonariusz GPU w Uździe, od września 1930 pogranicznik OGPU/NKWD w Dzierżyńsku, od czerwca 1939 do lipca 1940 starszy pomocnik szefa wydziału 23 oddziału pogranicznego NKWD w Kamieńcu Podolskim, od lipca 1940 do kwietnia 1941 starszy pomocnik szefa Wydziału 5 Oddziału 2 Pogranicznego w Kaliraszu w Mołdawskiej SRR, od kwietnia 1941 do marca 1942 dowódca kompanii 1 Zmotoryzowanego Pułku NKWD w Moskwie. Od marca 1942 do października 1943 dowódca oddziału partyzanckiego im. Dzierżyńskiego działającego w obwodach kijowskim, brzeskim, żytomierskim, rówieńskim i wołyńskim. W czerwcu 1943 jego partyzanci wysadzili budynek centralnego telegrafu w Żytomierzu, drukarnię gazety "Głos Wołynia" i siedzibę Gebietskommissariatu, ciężko raniąc Gebietskommissara, a jego zastępcę zabijając. W lipcu 1943 wysadzili elektrownię, wodociąg i rurociąg. Wielokrotnie zrywali łączność telegraficzną między Berlinem a Kijowem. Łącznie od marca 1942 do 20 sierpnia 1944 oddział im. Dzierżyńskiego wykoleił 48 pociągów, wysadził 3 pociągi pancerne, strącił 2 samoloty wroga, wysadził 10 mostów kolejowych i drogowych, zabił ok. 2 tysięcy Niemców i zdobył wiele broni, amunicji i żywności.
Uchwałą Prezydium Rady Najwyższej ZSRR z 5 listopada 1944 "za wzorowe wykonywanie zadań bojowych dowodzenia i przejawianie przy tym bohaterstwa i odwagi" J. Mirkowski otrzymał tytuł Bohatera ZSRR.
Od października 1943 do 15 maja 1945 był funkcjonariuszem NKWD i NKGB ZSRR w Moskwie, 15 kwietnia 1944 mianowany podpułkownikiem bezpieczeństwa państwowego, następnie pułkownikiem. Od 15 maja 1945 do 9 stycznia 1946 funkcjonariusz operacyjny Biura Specjalnego przy Ludowym Komisarzu Spraw Wewnętrznych ZSRR, następnie przy ludowym komisarzu/ministrze bezpieczeństwa państwowego ZSRR, od listopada 1946 do marca 1953 zastępca szefa i szef wydziału Służby "DR" MGB ZSRR, od 23 maja do 7 października 1953 starszy doradca MWD ZSRR przy MSW Albanii (Sigurimi), od października 1953 do marca 1954 pomocnik szefa Zarządu MWD ZSRR, 1954-1955 pomocnik szefa Zarządu KGB ZSRR, następnie zwolniony ze służby.

## Odznaczenia
- Złota Gwiazda Bohatera ZSRR (5 listopada 1944)
- Order Lenina (dwukrotnie - 5 listopada 1944 i 25 czerwca 1954)
- Order Czerwonego Sztandaru (dwukrotnie - 1943 i 21 maja 1947)
- Order Wojny Ojczyźnianej I klasy (dwukrotnie - 20 września 1943 i 11 marca 1985)
- Order Czerwonej Gwiazdy (12 maja 1945)

I 7 medali.